# Equação de Clausius-Mossoti
A equação de Clausius–Mossotti, equação nomeada após o físico italiano Ottaviano-Fabrizio Mossotti, em um livro de 1850 analisar a relação entre a constante dieléctrica e do físico alemão Rudolf Clausius, que demonstrou sua fórmula em 1879, no contexto de índices de refração e não da constante dieléctrica. Por vezes, a fórmula também é usada na condutividade.
{\displaystyle \mathbf {E} _{tot}=\mathbf {E} _{externo}+{\frac {\mathbf {P} }{3}}}
Onde {\displaystyle \mathbf {P} } é um vetor de polarização elétrica, como se conhece usualmente.
O fator que acompanha a{\displaystyle \mathbf {P} } pode diferir de {\displaystyle {\frac {1}{3}}} até que se tenha assumido que é a correta ordem de magnitude.
Para dieléctricos lineares, 

{\displaystyle \mathbf {P} =N\alpha \left(\mathbf {E} +{\frac {\mathbf {P} }{3}}\right)}
{\displaystyle (\epsilon -1)\mathbf {E} =N\alpha \left(\mathbf {E} +{\frac {\epsilon -1}{3}}\mathbf {E} \right)}

{\displaystyle {\frac {(\epsilon -1)}{(\epsilon +2)}}={\frac {N\alpha }{3}}}
Onde N é o número de moléculas por unidade de volume e {\displaystyle \alpha }   é a polaridade molecular.
{\displaystyle \epsilon =(4\pi \chi +1)}, substituindo a equação anterior:
{\displaystyle \chi ={\frac {N\alpha }{1-4\pi N\alpha /3}}}
Como essa expressão foi derivada originalmente de valores com baixos valores de N, se adequa para materiais não polares, mas densos.